# Stekken

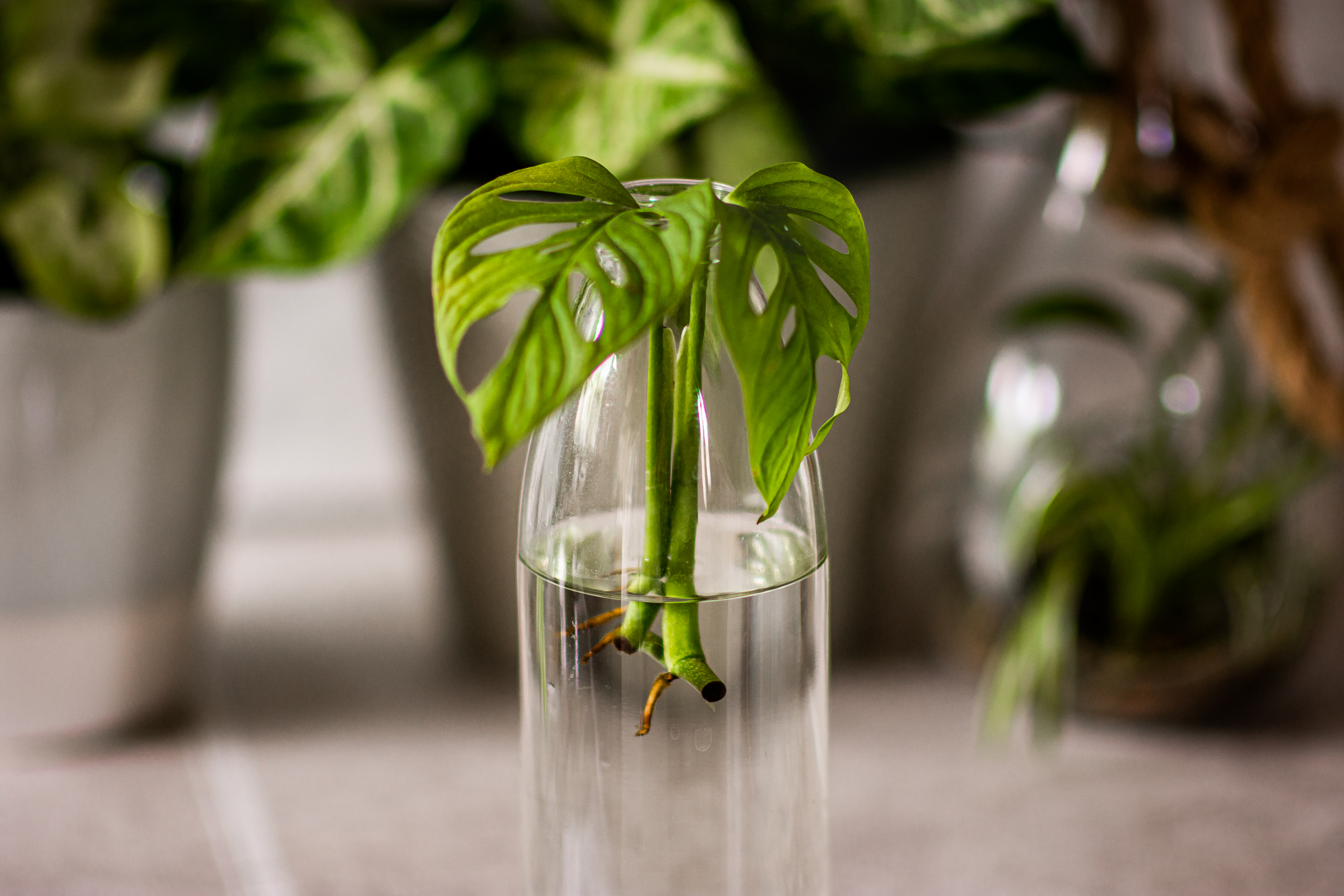
Twee kopstekken van Monstera adansonii op water.

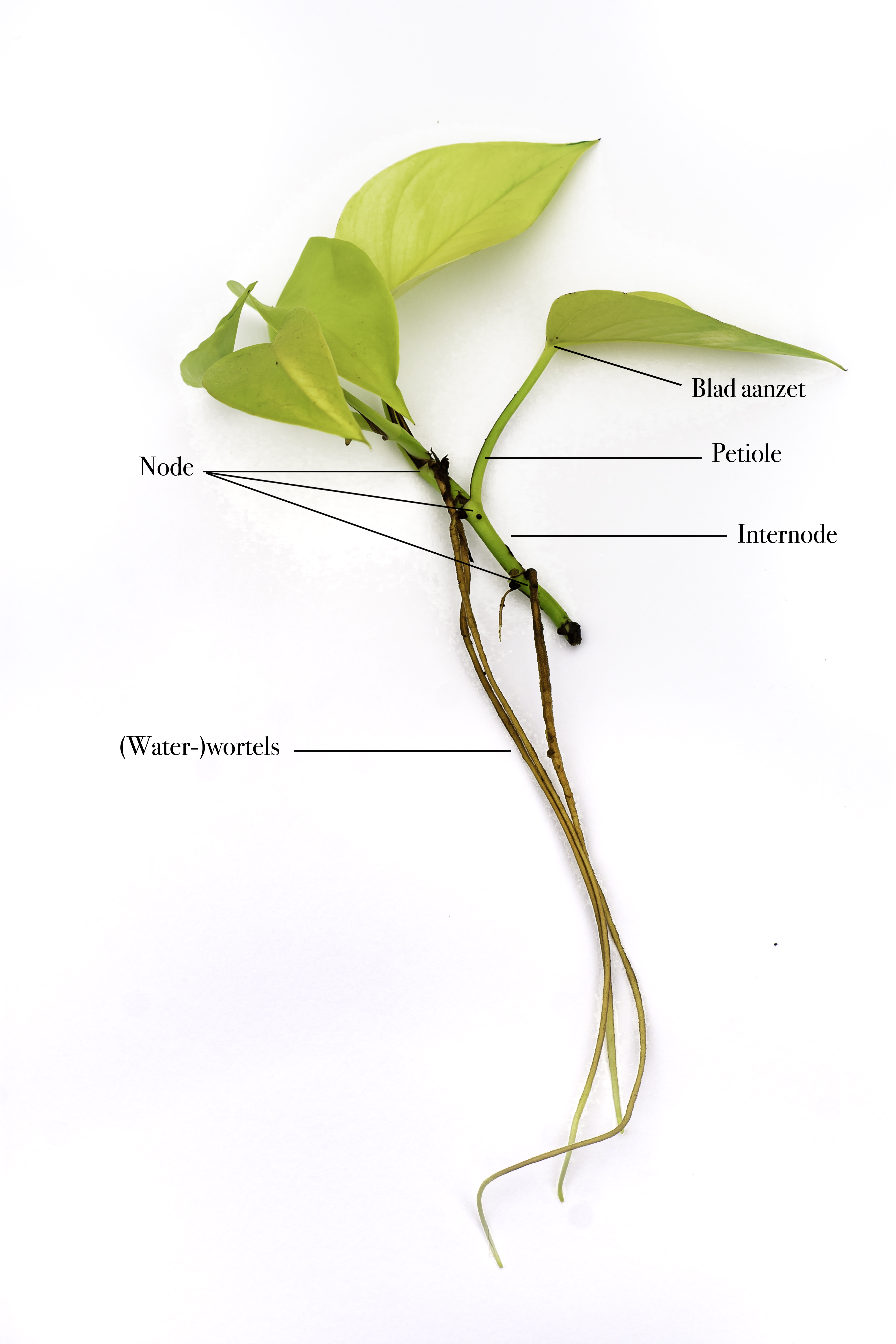
Morfologie van een stengelstek op water. (Epipremnum 'Golden Pothos').

Stekken is een van de vegetatieve vermeerderingswijzen van planten, waarbij een deel van de plant wordt geknipt of gesneden met als doel daaruit een nieuwe plant te kweken. De stek initieert de wortel- of scheutproductie uit secundaire meristematische cambiumcellen of intercalaire meristematische cellen. Dit verklaart waarom zo'n basale 'verwonding' van stekken de wortelvorming vaak bevordert.
Afhankelijk van de soort zijn bepaalde plantendelen het meest geschikt om te stekken, bijvoorbeeld, stengels, takken, wortels of bladeren. De meeste planten kunnen op meerdere manieren gestekt worden. De wijze van stekken is afhankelijk van de soort en het gebruikte deel van de plant. 
Het groeiproces van de wortels kan eventueel gestimuleerd worden met plantenhormonen. Hiervoor kan stekpoeder gebruikt worden, dat vermengd moet worden met de grond of het water waar de stek in groeit. Er kan ook een stek bij geplaatst worden van een plant die veel groeihormonen afgeeft, zoals wilg, Tradescantia of siernetel. De oorspronkelijke stek, die zelf niet zo veel groeihormonen maakt, kan dan gebruikmaken van het overschot aan groeihormonen van de bijgeplaatste stek. Er is ook 'stekaarde' verkrijgbaar, waarbij de potgrond geoptimaliseerd is voor het laten wortelen van stekken. Aan deze stekaarde zijn groeihormonen toegevoegd en vaak is de samenstelling ook fijner van structuur dan bij gewone potgrond. 

## Soort stek
Er kan gestekt worden met (delen van) stengels, zijtakken, wortels en bladeren.

#### Stengel- of takstek
Bij takstekken worden zijtakken van de moederplant geknipt met ten minste drie knopen ('nodes'). Een stek wordt halverwege een internodium (het deel tussen twee knopen) geknipt.

#### Bladstek
Een blad wordt met de bladsteel in de grond gestoken, waarbij de bladbasis de aarde raakt of zelfs iets in de aarde zit. Soms is het voldoende om het blad in stukjes te snijden en deze stukjes in een minikas op de vochtige aarde te leggen. Voor Peperomia-soorten is dit een geschikte wijze van stekken.

#### Wortelstek
Bij een wortelstek wordt een deel van de (grond-)wortels van de moederplant gescheurd of geknipt, vaak met een deel van de stengel eraan vast. Bij sommige planten groeien er ook luchtwortels uit de knopen. Zo'n knoop kan dan geknipt worden door het internodium erboven en eronder door te knippen. Het stukje stengel met de knoop met daaraan de luchtwortel kan dan vervolgens in de aarde gestoken of op water gezet worden. De knoop zelf moet wel (deels) boven de grond/wateroppervlakte uitsteken. 

## Methodes

#### Op water
Afhankelijk van de soort wordt een afgeknipte tak met een stengel met of zonder knoop in het water gezet. Sommige planten maken al snel direct vanuit de stengel wortels aan (zoals de siernetel en salie), andere maken pas na maanden wortels aan vanuit knopen. Doorgaans geven de lente- en de zomermaanden, d.w.z. de actieve fase van een plant voor de bloei, de grootste kans op succes. 
De meeste plantensoorten zijn geschikt om op deze wijze te stekken. 
Wanneer de waterwortels ongeveer 4-6 cm groot zijn, worden ze in de grond gezet. Veel soorten kunnen ook op water blijven leven (hydrocultuur). Hydrocultuur heeft enkele voordelen: plaaginsecten leggen vaak hun eitjes in de grond; door een plant op water te laten groeien kunnen sommige insectenplagen worden uitgesloten. Als kamerplant hebben de zichtbare wortels een extra decoratieve waarde.

#### In de aarde
De aardemethode komt sterk overeen met de methode op water. De stek wordt echter meteen na het afknippen of enkele uren later in de aarde gestoken. Hierbij is het vaak noodzakelijk dat er ten minste twee knopen onder de grond zitten en één boven de grond. Soms is het nodig dat de stek even 'rust' nadat deze is afgeknipt. De sappen die uit de wond komen, moeten dan eerst opdrogen alvorens de stek in de grond wordt gestoken. Dit voorkomt dat de wond geïnfecteerd raakt en de stek doodgaat voor hij wortels vormt. De bladeren van de stek zijn bij deze methode erg kwetsbaar voor uitdrogen, het is daarom vaak aan te raden om de bladeren te besproeien met water. In plaats van aarde kunnen ook hydrokorrels, veenmos (Sphagnum) of perliet gebruikt worden.

#### Afleggen
Bij afleggen wordt een stengel of tak naar de grond gebogen en wordt er op een deel daarvan grond gelegd. Soms kan de plant of struik ook aangeaard worden, waarna er aan de basis van de stengels of takken beworteling plaatsvindt. Het ondergrondse deel van de stengel of tak wordt soms verwond om de wortelvorming te bevorderen.

#### Marcotteren
Bij marcotteren, Japans afleggen of luchtafleggen wordt de stengel verwond. Dan wordt er een plastic zakje met vochtig veenmos (Sphagnum) om de wond gebonden. Het veenmos moet vochtig gehouden worden totdat er wortels gevormd zijn.

## Trivia
Er zijn speciale bedrijven die enkel plantenstekken verkopen, ook online. Deze stekken worden per post verstuurd naar de klant. De prijzen kunnen hoog oplopen: in 2021 werd er op een Nieuw-Zeelandse veilingsite meer dan $ 19.000 betaald voor een witbonte Rhaphidophora tetrasperma 'Variegata'.